# Julbernardia
Genre
Classification phylogénétique
Synonymes
- Paraberlinia Pellegr.
- Seretoberlinia P. A. Duvign.
- Thylacanthus Tul[2].

Julbernardia est un genre de plantes à fleurs dicotylédones de la famille des Fabaceae, sous-famille des Caesalpinioideae, qui compte onze espèces acceptées. Ce sont des arbres originaires d'Afrique tropicale.

## Description
Ce sont des arbres, souvent à feuilles persistantes, aux feuilles composées bipennées et aux gousses contenant une à cinq graines.

## Étymologie
Le nom générique, « Julbernardia », est un hommage à Jules Bernard, ancien gouverneur du Gabon.

## Liste des espèces
Selon The Plant List (23 septembre 2018) :
- Julbernardia baumii (Harms) Troupin
- Julbernardia brieyi (De Wild.) Troupin
- Julbernardia globiflora (Benth.) Troupin
- Julbernardia gossweileri (Baker f.) Torre & Hillc.
- Julbernardia hochreutineri Pellegr.
- Julbernardia letouzeyi Villiers
- Julbernardia magnistipulata (Harms) Troupin
- Julbernardia paniculata (Benth.) Troupin
- Julbernardia pellegriniana Troupin
- Julbernardia seretii (De Wild.) Troupin
- Julbernardia unijugata J.Leonard